# Olga Wladimirowna Lossewa
Olga Wladimirowna Lossewa (russisch Ольга Владимировна Лосева; * 18. November 1954) ist eine russische Musikwissenschaftlerin. Sie arbeitet als Dozentin für Musiktheorie am Moskauer Tschaikowski-Konservatorium.

## Werdegang
Lossewa promovierte 1987 mit einer Arbeit über das Spätwerk Robert Schumanns. Neben Aufsätzen über diesen Komponisten hat sie das Buch „Clara und Robert Schumann in St. Petersburg und Moskau im Jahre 1844“, das in russischer und deutscher Sprache erschienen ist, geschrieben. Damit setzte Lossewa nach Auffassung der Stadt Zwickau die Arbeit des verstorbenen Schumann-Forschers Daniel Wladimirowitsch Schitomirski, der 1966 den Schumann Preis erhalten hat, fort. Für ihre Schumann-Arbeiten erhielt Lossewa im Jahr 2000 den Robert-Schumann-Preis der Stadt Zwickau.